# Richard Anthony Burke
Richard Anthony Burke SPS (* 19. Februar 1949 in Clonmel) ist ein irischer Ordensgeistlicher und emeritierter römisch-katholischer Erzbischof von Benin City.

## Leben
Richard Anthony Burke trat der Ordensgemeinschaft der St. Patrick’s Gesellschaft für auswärtige Missionen bei und legte die Profess am 1. Oktober 1971 ab. Der Weihbischof in Dublin, James Kavanagh, weihte ihn am 7. Juni 1973 zum Diakon und der Altbischof von Calabar, James Moynagh SPS, spendete ihm am 18. Mai 1975 die Priesterweihe.
Papst Johannes Paul II. ernannte ihn am 6. Dezember 1995 zum Koadjutorbischof von Warri in Nigeria. Die Bischofsweihe spendete ihm der Papst persönlich am 6. Januar des nächsten Jahres; Mitkonsekratoren waren Giovanni Battista Re, Substitut des Staatssekretariates, und Jorge María Mejía, Sekretär der Kongregation für die Bischöfe.
Mit der Emeritierung Edmund Joseph Fitzgibbons SPS folgte er ihm am 3. März 1997 als Bischof von Warri nach. Papst Benedikt XVI. ernannte ihn am 24. Dezember 2007 zum Erzbischof von Benin City. Die Amtseinführung fand am 7. März des folgenden Jahres statt. Das Bistum Warri verwaltete er bis zur Ernennung seines Nachfolgers John ’Oke Afareha am 29. März 2010 weiter als Apostolischer Administrator.
Burke wurde beschuldigt, sexuelle Beziehungen mit minderjährigen Mädchen unterhalten sowie im Konkubinat gelebt zu haben. Am 31. Mai 2010 nahm Papst Benedikt XVI. Burkes Rücktrittsgesuch an. Burke soll fünf Jahre lang mit der anfangs 14-jährigen kanadischen Politikerin Dolores Atwood sexuelle Kontakte gehabt haben.